# Lijst van gebedshuizen in Brussel
Dit is een lijst van gebedshuizen in het Brussels Hoofdstedelijk Gewest. Het Brussels Hoofdstedelijk Gewest telt 107 katholieke parochies (zie ook: Lijst van parochies van het vicariaat Brussel). Daarnaast zijn er nog een aantal niet-parochiale katholieke kerken.
Door het grote aantal expats en mensen met buitenlandse origine zijn er ook heel wat andere kerkgemeenten. Een aantal onder hen richt zich specifiek op Engelstalige inwoners. Daarnaast is ook de International Protestant Church (IPC) in Brussel actief. Zie "Protestantisme in Brussel" voor diverse protestantse kerken in het Brusselse.
Bovendien telt het gewest nog andere gebedshuizen zoals tempels, moskeeën en synagogen.

## Lijst
| naam                                                | gemeente, wijk                          | coördinaten                   | denominatie                  | huidige bestemming                             | opmerking                                                                                 |
| --------------------------------------------------- | --------------------------------------- | ----------------------------- | ---------------------------- | ---------------------------------------------- | ----------------------------------------------------------------------------------------- |
| Heilige Geestkerk                                   | Anderlecht                              | 50° 49′ 38″ NB, 4° 17′ 4″ OL  | Rooms-katholiek              | actief                                         | -                                                                                         |
| Israëlische Orthodoxe Synagoge                      | Anderlecht                              | 50° 50′ 25″ NB, 4° 19′ 52″ OL | Joods                        | actief                                         | -                                                                                         |
| Missiehuis Van Scheutkerk                           | Anderlecht                              | 50° 50′ 50″ NB, 4° 18′ 18″ OL | Rooms-katholiek              | parochiekerk                                   | -                                                                                         |
| Onze-Lieve-Vrouw Hemelvaartkerk                     | Anderlecht                              | 50° 50′ 20″ NB, 4° 17′ 51″ OL | Rooms-katholiek              | parochiekerk                                   | -                                                                                         |
| Onze-Lieve-Vrouw Onbevlektkerk                      | Anderlecht, Kuregem                     | 50° 50′ 35″ NB, 4° 20′ 7″ OL  | Rooms-katholiek              | parochiekerk                                   | -                                                                                         |
| Onze-Lieve-Vrouw van Het Heilig Hartkerk            | Anderlecht                              | 50° 50′ 41″ NB, 4° 18′ 55″ OL | Rooms-katholiek              | parochiekerk                                   | -                                                                                         |
| Onze-Lieve-Vrouw van Vreugdekerk                    | Anderlecht, Vogelenzang                 | 50° 48′ 56″ NB, 4° 17′ 1″ OL  | Rooms-katholiek              | parochiekerk                                   | -                                                                                         |
| Rida moskee                                         | Anderlecht                              | 50° 50′ 33″ NB, 4° 20′ 9″ OL  | Sjiitisme                    | actief                                         |                                                                                           |
| Sint-Bernadettekerk                                 | Anderlecht                              | 50° 50′ 7″ NB, 4° 16′ 33″ OL  | Rooms-katholiek              | parochiekerk                                   | -                                                                                         |
| Sint-Franciscus Xaveriuskerk                        | Anderlecht, Kuregem                     | 50° 50′ 11″ NB, 4° 19′ 33″ OL | Rooms-katholiek              |                                                |                                                                                           |
| Sint-Gerardus Majellakerk (Anderlecht)              | Anderlecht, Neerpede                    | 50° 49′ 35″ NB, 4° 16′ 37″ OL | Orthodox                     | parochiekerk                                   | -                                                                                         |
| Sint-Jozefkerk                                      | Anderlecht, Het Rad                     | 50° 49′ 22″ NB, 4° 17′ 50″ OL | Rooms-katholiek              | parochiekerk                                   | -                                                                                         |
| Sint-Lucaskerk                                      | Anderlecht                              | 50° 49′ 53″ NB, 4° 18′ 37″ OL | Rooms-katholiek              | parochiekerk                                   | -                                                                                         |
| Sint-Pieter-en-Sint-Guidokerk                       | Anderlecht                              | 50° 50′ 12″ NB, 4° 18′ 22″ OL | Rooms-katholiek              | parochiekerk                                   | -                                                                                         |
| Sint-Vincentius a Paulokerk                         | Anderlecht, Scheut                      | 50° 50′ 53″ NB, 4° 18′ 41″ OL | Rooms-katholiek              | gesloten in 2014, vanaf 2018 schoolgebouw      | -                                                                                         |
| Zion tempel                                         | Anderlecht                              | 50° 50′ 31″ NB, 4° 20′ 8″ OL  | Evangelicaal protestants     | actief                                         |                                                                                           |
| Brigittinenkerk                                     | Brussel, Marollen                       | 50° 50′ 27″ NB, 4° 20′ 56″ OL |                              | theater                                        |                                                                                           |
| Christus Koningkerk                                 | Brussel, Laken, Mutsaard                | 50° 53′ 57″ NB, 4° 21′ 49″ OL | Rooms-katholiek              | parochiekerk                                   | -                                                                                         |
| Goddelijk Kind Jezuskerk                            | Brussel, Laken, Verregat                | 50° 53′ 51″ NB, 4° 19′ 42″ OL | Rooms-katholiek              | actief                                         | -                                                                                         |
| Graanmarktkerk                                      | Brussel, Zennewijk                      | 50° 51′ 5″ NB, 4° 20′ 40″ OL  | Protestants                  | actief                                         | Nederlandstalig                                                                           |
| Grote Moskee van Brussel                            | Brussel (oost)                          | 50° 50′ 36″ NB, 4° 23′ 16″ OL | Islam                        | actief                                         | -                                                                                         |
| Grote Synagoge van Brussel                          | Brussel, Zavel                          | 50° 50′ 20″ NB, 4° 21′ 18″ OL | Joods                        | actief                                         | -                                                                                         |
| Heilige Drie-eenheidskerk                           | Brussel, Kaaienwijk                     | 50° 51′ 7″ NB, 4° 20′ 43″ OL  | orthodox                     | parochiekerk                                   |                                                                                           |
| Heilige Engelenkerk                                 | Brussel, Laken                          | 50° 52′ 55″ NB, 4° 20′ 27″ OL | Rooms-katholiek              | parochiekerk                                   | -                                                                                         |
| Heilig Hartkerk                                     | Brussel (oost)                          | 50° 50′ 46″ NB, 4° 23′ 9″ OL  | Rooms-katholiek              | parochiekerk                                   | -                                                                                         |
| Kathedraal van Sint-Michiel en Sint-Goedele         | Brussel, Wijk van de kathedraal         | 50° 50′ 52″ NB, 4° 21′ 36″ OL | Rooms-katholiek              | parochiekerk                                   | -                                                                                         |
| Kerk aan de Pletinckxstraat                         | Brussel, Zennewijk                      | 50° 50′ 54″ NB, 4° 20′ 42″ OL |                              |                                                |                                                                                           |
| Koninklijke kapel                                   | Brussel, Koninklijke Wijk               | 50° 50′ 35″ NB, 4° 21′ 26″ OL | Protestants                  | Tevens concerten                               |                                                                                           |
| Magdalenakerk                                       | Brussel, Centrumwijk                    | 50° 50′ 44″ NB, 4° 21′ 19″ OL | Rooms-katholiek              | -                                              | -                                                                                         |
| Nassaukapel                                         | Brussel, Koninklijke Wijk               | 50° 50′ 37″ NB, 4° 21′ 21″ OL | -                            | deel van de Koninklijke Bibliotheek van België | -                                                                                         |
| Onze-Lieve-Vrouwekapel                              | Brussel, Laken                          | 50° 52′ 47″ NB, 4° 21′ 17″ OL | -                            | kapel op de begraafplaats van Laken            |                                                                                           |
| Onze-Lieve-Vrouwekerk                               | Brussel, Laken                          | 50° 52′ 43″ NB, 4° 21′ 21″ OL | Rooms-katholiek              | parochiekerk                                   | -                                                                                         |
| Onze-Lieve-Vrouw-Onbevlekt-Ontvangenkerk            | Brussel, Marollen                       | 50° 50′ 15″ NB, 4° 20′ 43″ OL | Rooms-katholiek              | parochiekerk                                   | -                                                                                         |
| Onze-Lieve-Vrouw-ter-Kapellekerk                    | Brussel, Marollen                       | 50° 50′ 30″ NB, 4° 21′ 4″ OL  | Rooms-katholiek              | parochiekerk                                   | -                                                                                         |
| Onze-Lieve-Vrouw-ter-Rijke-Klarenkerk               | Brussel, Sint-Gorikswijk                | 50° 50′ 50″ NB, 4° 20′ 48″ OL | Rooms-katholiek              | parochiekerk                                   | -                                                                                         |
| Onze-Lieve-Vrouw-ter-Zavelkerk                      | Brussel, Zavel                          | 50° 50′ 25″ NB, 4° 21′ 22″ OL | Rooms-katholiek              | parochiekerk                                   | -                                                                                         |
| Onze-Lieve-Vrouw van Goede Bijstandkerk             | Brussel, Centrumwijk                    | 50° 50′ 44″ NB, 4° 20′ 52″ OL | Rooms-katholiek              | parochiekerk                                   | -                                                                                         |
| Onze-Lieve-Vrouw van Finisterraekerk                | Brussel, Marais-Jacqmainwijk            | 50° 51′ 11″ NB, 4° 21′ 20″ OL | Rooms-katholiek              | parochiekerk                                   | -                                                                                         |
| Sint-Annakapel                                      | Brussel, Centrumwijk                    | 50° 50′ 44″ NB, 4° 21′ 19″ OL | Rooms-katholiek              | -                                              | -                                                                                         |
| Sint-Antonius van Paduakerk                         | Brussel, Zuid-Lemonnierwijk             | 50° 50′ 36″ NB, 4° 20′ 34″ OL | Rooms-katholiek              | parochiekerk                                   | -                                                                                         |
| Sint-Dominicuskerk                                  | Brussel (oost)                          | 50° 50′ 36″ NB, 4° 23′ 36″ OL | Rooms-katholiek              |                                                |                                                                                           |
| Sint-Elisabethkerk                                  | Brussel, Haren                          | 50° 53′ 34″ NB, 4° 25′ 3″ OL  | Rooms-katholiek              | parochiekerk                                   | -                                                                                         |
| Sint-Jacob-op-Koudenbergkerk                        | Brussel, Koninklijke Wijk               | 50° 50′ 31″ NB, 4° 21′ 37″ OL | Rooms-katholiek              | parochiekerk                                   | -                                                                                         |
| Sint-Jan Baptist ten Begijnhofkerk                  | Brussel, Kaaienwijk                     | 50° 51′ 10″ NB, 4° 21′ 2″ OL  | Rooms-katholiek              | Begijnhofkerk                                  | -                                                                                         |
| Sint-Jans en Sint-Stevenskerk der Miniemen          | Brussel, Marollen                       | 50° 50′ 21″ NB, 4° 21′ 10″ OL | Rooms-katholiek              | parochiekerk                                   | -                                                                                         |
| Sint-Jozefkerk                                      | Brussel (oost)                          | 50° 50′ 34″ NB, 4° 22′ 15″ OL | Rooms-katholiek              |                                                | Tridentijnse ritus                                                                        |
| Sint-Katelijnekerk                                  | Brussel, Kaaienwijk                     | 50° 51′ 3″ NB, 4° 20′ 56″ OL  | Rooms-katholiek              | parochiekerk                                   | De parochie heet Sint-Catharina                                                           |
| Sint-Lambertuskerk                                  | Brussel, Laken, Heizel                  | 50° 53′ 27″ NB, 4° 20′ 38″ OL | Rooms-katholiek              | parochiekerk                                   | -                                                                                         |
| Sint-Niklaaskerk                                    | Brussel, Centrumwijk                    | 50° 50′ 52″ NB, 4° 21′ 6″ OL  | Rooms-katholiek              | parochiekerk                                   | -                                                                                         |
| Sint-Niklaaskerk                                    | Brussel, Neder-Over-Heembeek            | 50° 53′ 38″ NB, 4° 23′ 6″ OL  |                              |                                                | -                                                                                         |
| Nieuwe Sint-Pieter en Pauluskerk                    | Brussel, Neder-Over-Heembeek            | 50° 53′ 46″ NB, 4° 23′ 17″ OL | Rooms-katholiek              | parochiekerk                                   | De Oude Sint-Pieter en Pauluskerk is verdwenen en staat alleen nog de toren van overeind. |
| Sint-Rochuskerk                                     | Brussel (noord)                         | 50° 51′ 33″ NB, 4° 21′ 15″ OL | Rooms-katholiek              | parochiekerk                                   | -                                                                                         |
| Van Maerlantklooster met kloosterkerk               | Brussel (oost)                          | 50° 50′ 29″ NB, 4° 22′ 42″ OL | Rooms-katholiek              | Centrale bibliotheek van de Europese Commissie | -                                                                                         |
| Verrijzeniskapel                                    | Brussel (oost)                          | 50° 50′ 29″ NB, 4° 22′ 43″ OL | oecumenisch                  | niet parochiaal                                | -                                                                                         |
| Prokathedraal van de Heilige Drievuldigheid         | Elsene                                  | 50° 50′ 6″ NB, 4° 21′ 27″ OL  | Anglicaans                   | actief                                         | -                                                                                         |
| Church of the Resurrection (Verrijzeniskerk)        | Elsene                                  | 50° 50′ 14″ NB, 4° 21′ 41″ OL | Anglicaans                   | -                                              | -                                                                                         |
| Heilige Drievuldigheidkerk                          | Elsene (west)                           | 50° 49′ 30″ NB, 4° 21′ 29″ OL | Rooms-katholiek              | parochiekerk                                   | -                                                                                         |
| Heilig Kruiskerk                                    | Elsene                                  | 50° 49′ 34″ NB, 4° 22′ 23″ OL | Rooms-katholiek              | parochiekerk                                   | -                                                                                         |
| Heilig Sacramentskerk                               | Elsene                                  | 50° 50′ 9″ NB, 4° 22′ 24″ OL  | Rooms-katholiek              | -                                              | -                                                                                         |
| Kapel van Boondaal                                  | Elsene                                  | 50° 48′ 26″ NB, 4° 23′ 29″ OL | Rooms-katholiek              | Kunstcentrum                                   | -                                                                                         |
| Karmelietenkerk                                     | Elsene                                  | 50° 50′ 9″ NB, 4° 21′ 25″ OL  | Rooms-katholiek              | kloosterkerk                                   | -                                                                                         |
| Kathedrale kerk van Sint-Nicolaas de Wonderdoener   | Elsene                                  | 50° 50′ 10″ NB, 4° 21′ 35″ OL | Russisch-orthodox            | actief                                         | -                                                                                         |
| Onze-Lieve-Vrouw-Boodschapskerk                     | Elsene (west)                           | 50° 49′ 1″ NB, 4° 21′ 14″ OL  | Rooms-katholiek              | parochiekerk                                   | -                                                                                         |
| Onze-Lieve-Vrouw Ter Kamerenkerk                    | Elsene                                  | 50° 49′ 7″ NB, 4° 22′ 30″ OL  | Rooms-katholiek              | Abdijkerk                                      | -                                                                                         |
| Saint Andrew's Church of Scotland                   | Elsene (west)                           | 50° 49′ 20″ NB, 4° 21′ 59″ OL | Church of Scotland           | actief                                         | -                                                                                         |
| Sint-Adrianuskerk                                   | Elsene                                  | 50° 48′ 36″ NB, 4° 23′ 24″ OL | Rooms-katholiek              | parochiekerk                                   | -                                                                                         |
| Sint-Bonifatiuskerk                                 | Elsene                                  | 50° 50′ 8″ NB, 4° 21′ 56″ OL  | Rooms-katholiek              | parochiekerk                                   | -                                                                                         |
| Sint-Maria-Magdalenakerk                            | Elsene (west)                           | 50° 49′ 22″ NB, 4° 21′ 57″ OL | Armeens orthodox             | actief                                         |                                                                                           |
| Sint-Philippus Nerikerk                             | Elsene                                  | 50° 49′ 16″ NB, 4° 22′ 52″ OL | Rooms-katholiek              | schoolkapel                                    | -                                                                                         |
| Onze-Lieve-Vrouw van het Heilig Hartkerk            | Etterbeek                               | 50° 49′ 54″ NB, 4° 24′ 1″ OL  | Rooms-katholiek              | parochiekerk                                   | -                                                                                         |
| Sint-Antonius van Paduakerk                         | Etterbeek                               | 50° 49′ 46″ NB, 4° 23′ 12″ OL | Rooms-katholiek              | parochiekerk                                   | -                                                                                         |
| Sint-Gertrudiskerk                                  | Etterbeek                               | 50° 50′ 11″ NB, 4° 23′ 24″ OL | Rooms-katholiek              | parochiekerk                                   | -                                                                                         |
| Sint-Jan-Berchmanskerk                              | Etterbeek                               | 50° 50′ 5″ NB, 4° 24′ 26″ OL  | Rooms-katholiek              | actief                                         | kerk van het Sint-Michielscollege                                                         |
| Sint-Jan Chrysostomoskerk                           | Etterbeek                               | 50° 50′ 3″ NB, 4° 22′ 52″ OL  | Melkitische Grieks-Katholiek | parochiekerk                                   |                                                                                           |
| Onze-Lieve-Vrouw-Onbevlekt-Ontvangenkerk            | Evere                                   | 50° 52′ 15″ NB, 4° 24′ 2″ OL  | Rooms-katholiek              | parochiekerk                                   | -                                                                                         |
| Sint-Jozefkerk                                      | Evere                                   | 50° 51′ 32″ NB, 4° 24′ 53″ OL | Rooms-katholiek              | parochiekerk                                   | -                                                                                         |
| Sint-Vincentiuskerk                                 | Evere                                   | 50° 52′ 53″ NB, 4° 24′ 11″ OL | Rooms-katholiek              | parochiekerk                                   | -                                                                                         |
| Sint-Ceciliakerk                                    | Ganshoren                               | 50° 52′ 28″ NB, 4° 18′ 12″ OL | Rooms-katholiek              | parochiekerk                                   | -                                                                                         |
| Sint-Martinuskerk                                   | Ganshoren                               | 50° 52′ 20″ NB, 4° 18′ 53″ OL | Rooms-katholiek              | parochiekerk                                   | -                                                                                         |
| Onze-Lieve-Vrouw-van-Lourdeskapel                   | Jette                                   | 50° 52′ 33″ NB, 4° 20′ 14″ OL | Rooms-katholiek              | kapel bij Lourdesgrot                          |                                                                                           |
| Onze-Lieve-Vrouw van Lourdeskerk                    | Jette                                   | 50° 52′ 24″ NB, 4° 20′ 7″ OL  | Rooms-katholiek              | parochiekerk                                   | -                                                                                         |
| Sint-Clarakerk                                      | Jette                                   | 50° 53′ 32″ NB, 4° 19′ 21″ OL | Rooms-katholiek              | parochiekerk                                   | -                                                                                         |
| Sint-Jozefkerk                                      | Jette, Dielegem                         | 50° 53′ 12″ NB, 4° 19′ 9″ OL  | Rooms-katholiek              | parochiekerk                                   | -                                                                                         |
| Sint-Magdalenakerk                                  | Jette                                   | 50° 52′ 20″ NB, 4° 19′ 24″ OL | Rooms-katholiek              |                                                |                                                                                           |
| Sint-Pieterskerk                                    | Jette                                   | 50° 52′ 49″ NB, 4° 19′ 50″ OL | Rooms-katholiek              | parochiekerk                                   | -                                                                                         |
| Nationale Basiliek van het Heilig Hart              | Koekelberg                              | 50° 52′ 1″ NB, 4° 19′ 1″ OL   | Rooms-katholiek              | parochiekerk                                   | beter bekend als Basiliek van Koekelberg                                                  |
| Sint-Annakerk                                       | Koekelberg                              | 50° 51′ 37″ NB, 4° 19′ 55″ OL | Rooms-katholiek              | parochiekerk                                   | -                                                                                         |
| Onze-Lieve-Vrouw van Blankendellekerk               | Oudergem                                | 50° 48′ 23″ NB, 4° 26′ 15″ OL | Rooms-katholiek              | parochiekerk                                   | -                                                                                         |
| Sint-Annakerk                                       | Oudergem                                | 50° 48′ 57″ NB, 4° 26′ 1″ OL  | Rooms-katholiek              | parochiekerk                                   | -                                                                                         |
| Sint Juliaanskerk                                   | Oudergem                                | 50° 49′ 16″ NB, 4° 24′ 35″ OL | Rooms-katholiek              | parochiekerk                                   | -                                                                                         |
| Sint-Marcellinus Champagnatkapel                    | Oudergem                                | 50° 49′ 6″ NB, 4° 25′ 43″ OL  | Rooms-katholiek              | schoolkapel                                    |                                                                                           |
| Bethelkerk                                          | Schaarbeek                              | 50° 52′ 4″ NB, 4° 22′ 40″ OL  | Protestants-evangelisch      | actief                                         | Nederlandstalig                                                                           |
| Driekoningenkerk                                    | Schaarbeek                              | 50° 51′ 38″ NB, 4° 24′ 12″ OL | Rooms-katholiek              | parochiekerk                                   | -                                                                                         |
| Koninklijke Sint-Mariakerk                          | Schaarbeek                              | 50° 51′ 33″ NB, 4° 22′ 8″ OL  | Rooms-katholiek              | parochiekerk                                   | -                                                                                         |
| Goddelijke Zaligmakerkerk                           | Schaarbeek                              | 50° 50′ 59″ NB, 4° 24′ 29″ OL | Rooms-katholiek              | parochiekerk                                   | -                                                                                         |
| Heilige Familiekerk                                 | Schaarbeek, Helmet                      | 50° 52′ 26″ NB, 4° 23′ 12″ OL | Rooms-katholiek              | parochiekerk                                   | -                                                                                         |
| Sefardische synagoge                                | Schaarbeek                              | 50° 52′ 10″ NB, 4° 21′ 60″ OL | Sefardische Joods            | gesloten in 2016                               |                                                                                           |
| Sint-Albertuskerk                                   | Schaarbeek                              | 50° 50′ 59″ NB, 4° 23′ 41″ OL | Rooms-katholiek              | parochiekerk                                   | -                                                                                         |
| Sint-Aleydiskerk                                    | Schaarbeek                              | 50° 51′ 18″ NB, 4° 23′ 7″ OL  | Rooms-katholiek              | parochiekerk                                   | -                                                                                         |
| Sint-Elisabethkerk                                  | Schaarbeek                              | 50° 52′ 21″ NB, 4° 22′ 30″ OL | Rooms-katholiek              | parochiekerk                                   | -                                                                                         |
| Sint-Franciscuskerk Sint-Nikolaaskerk               | Schaarbeek                              | 50° 52′ 2″ NB, 4° 21′ 59″ OL  | Roemeens-orthodox            | parochiekerk                                   |                                                                                           |
| Sint-Jan en Niklaaskerk                             | Schaarbeek                              | 50° 51′ 38″ NB, 4° 21′ 47″ OL | Rooms-katholiek              | parochiekerk                                   | -                                                                                         |
| Sint-Servaaskerk                                    | Schaarbeek                              | 50° 51′ 52″ NB, 4° 22′ 21″ OL | Rooms-katholiek              | parochiekerk                                   | -                                                                                         |
| Sint-Suzannakerk                                    | Schaarbeek                              | 50° 51′ 57″ NB, 4° 23′ 21″ OL | Rooms-katholiek              | parochiekerk                                   | -                                                                                         |
| Sint-Theresiakerk                                   | Schaarbeek                              | 50° 51′ 22″ NB, 4° 23′ 43″ OL | Rooms-katholiek              | parochiekerk                                   | -                                                                                         |
| Nieuwe Sint-Agathakerk                              | Sint-Agatha-Berchem                     | 50° 51′ 49″ NB, 4° 17′ 43″ OL | Rooms-katholiek              | parochiekerk                                   | -                                                                                         |
| Oude Sint-Agathakerk                                | Sint-Agatha-Berchem                     | 50° 51′ 38″ NB, 4° 17′ 32″ OL | Rooms-katholiek              | parochiekerk                                   | -                                                                                         |
| Sint-Alenakerk                                      | Sint-Gillis                             | 50° 49′ 28″ NB, 4° 20′ 27″ OL | Rooms-katholiek              | parochiekerk                                   | -                                                                                         |
| Sint-Bernarduskerk                                  | Sint-Gillis                             | 50° 49′ 50″ NB, 4° 21′ 14″ OL | Rooms-katholiek              | parochiekerk                                   | -                                                                                         |
| Sint-Gilliskerk                                     | Sint-Gillis                             | 50° 49′ 50″ NB, 4° 20′ 37″ OL | Rooms-katholiek              | parochiekerk                                   | -                                                                                         |
| Onze-Lieve Vrouw Middelareskerk                     | Sint-Jans-Molenbeek                     | 50° 51′ 19″ NB, 4° 20′ 39″ OL | Rooms-katholiek              |                                                | Servisch-orthodoxe Kerk Sint-Sava                                                         |
| Sint-Barbarakerk                                    | Sint-Jans-Molenbeek                     | 50° 50′ 59″ NB, 4° 19′ 42″ OL | Rooms-katholiek              | parochiekerk                                   | -                                                                                         |
| Sint-Carolus Borromeus en Goede Herderkerk          | Sint-Jans-Molenbeek, Karreveld-Mettewie | 50° 51′ 31″ NB, 4° 19′ 9″ OL  | Rooms-katholiek              | parochiekerk                                   | -                                                                                         |
| Sint-Jan-de-Doperkerk                               | Sint-Jans-Molenbeek                     | 50° 51′ 26″ NB, 4° 20′ 26″ OL | Rooms-katholiek              | parochiekerk                                   | -                                                                                         |
| Sint-Remigiuskerk                                   | Sint-Jans-Molenbeek                     | 50° 51′ 46″ NB, 4° 20′ 18″ OL | Rooms-katholiek              | parochiekerk                                   | -                                                                                         |
| Verrijzeniskerk                                     | Sint-Jans-Molenbeek                     | 50° 50′ 52″ NB, 4° 17′ 22″ OL | Rooms-katholiek              | parochiekerk                                   | -                                                                                         |
| Gesùkerk                                            | Sint-Joost-ten-Node                     | 50° 51′ 16″ NB, 4° 21′ 60″ OL | Rooms-katholiek              |                                                | -                                                                                         |
| Sint-Joostkerk                                      | Sint-Joost-ten-Node                     | 50° 51′ 1″ NB, 4° 22′ 28″ OL  | Rooms-katholiek              | parochiekerk                                   | -                                                                                         |
| Heilige Familiekerk                                 | Sint-Lambrechts-Woluwe                  | 50° 51′ 1″ NB, 4° 25′ 39″ OL  | Rooms-katholiek              | parochiekerk                                   | -                                                                                         |
| Kapel van Lenneke Mare                              | Sint-Lambrechts-Woluwe                  | 50° 50′ 46″ NB, 4° 26′ 32″ OL | Rooms-katholiek              | actief                                         | -                                                                                         |
| Onze-Lieve-Vrouw Hemelvaartkerk                     | Sint-Lambrechts-Woluwe, Kapelleveld     | 50° 50′ 53″ NB, 4° 27′ 4″ OL  | Rooms-katholiek              | parochiekerk                                   | -                                                                                         |
| Sint-Henricuskerk                                   | Sint-Lambrechts-Woluwe                  | 50° 50′ 31″ NB, 4° 24′ 36″ OL | Rooms-katholiek              | parochiekerk                                   | -                                                                                         |
| Sint-Lambertuskerk                                  | Sint-Lambrechts-Woluwe                  | 50° 50′ 29″ NB, 4° 25′ 59″ OL | Rooms-katholiek              | parochiekerk                                   | -                                                                                         |
| Onze-Lieve-Vrouw der Genadekerk                     | Sint-Pieters-Woluwe, Vogelzang          | 50° 49′ 37″ NB, 4° 25′ 7″ OL  | Rooms-katholiek              | parochiekerk                                   | -                                                                                         |
| Onze-Lieve-Vrouw-van-Stokkelkerk                    | Sint-Pieters-Woluwe                     | 50° 50′ 29″ NB, 4° 27′ 46″ OL | Rooms-katholiek              | parochiekerk                                   | -                                                                                         |
| Sint-Aleidiskerk                                    | Sint-Pieters-Woluwe, Mooi-Bos           | 50° 49′ 41″ NB, 4° 27′ 44″ OL | Rooms-katholiek              | parochiekerk                                   | -                                                                                         |
| Sint-Pauluskerk                                     | Sint-Pieters-Woluwe                     | 50° 49′ 48″ NB, 4° 26′ 51″ OL | Rooms-katholiek              | parochiekerk                                   | -                                                                                         |
| Sint-Pieterskerk                                    | Sint-Pieters-Woluwe                     | 50° 50′ 18″ NB, 4° 25′ 54″ OL | Rooms-katholiek              | parochiekerk                                   | -                                                                                         |
| Heilig Hartkerk                                     | Ukkel, De Kat                           | 50° 48′ 48″ NB, 4° 20′ 45″ OL | Rooms-katholiek              | parochiekerk                                   | -                                                                                         |
| Herdenkingskerk Sint-Job                            | Ukkel                                   | 50° 48′ 11″ NB, 4° 20′ 40″ OL | Russisch-orthodox            |                                                |                                                                                           |
| Kapel van Stalle                                    | Ukkel, Stalle                           | 50° 47′ 55″ NB, 4° 19′ 60″ OL | Rooms-katholiek              | -                                              | -                                                                                         |
| Kostbaar Bloedkerk                                  | Ukkel, Wolvenberg                       | 50° 47′ 43″ NB, 4° 20′ 12″ OL | Rooms-katholiek              | parochiekerk                                   | -                                                                                         |
| Onze-Lieve-Vrouw van de Rozenkranskerk              | Ukkel                                   | 50° 48′ 36″ NB, 4° 22′ 4″ OL  | Rooms-katholiek              | parochiekerk                                   | -                                                                                         |
| Sint-Annakerk                                       | Ukkel                                   | 50° 46′ 47″ NB, 4° 21′ 55″ OL | Rooms-katholiek              | parochiekerk                                   | -                                                                                         |
| Sint-Jobkerk                                        | Ukkel, Carloo                           | 50° 47′ 38″ NB, 4° 22′ 0″ OL  | Rooms-katholiek              | parochiekerk                                   | -                                                                                         |
| Sint-Jozefskerk                                     | Ukkel                                   | 50° 46′ 43″ NB, 4° 20′ 34″ OL | Rooms-katholiek              | parochiekerk                                   | -                                                                                         |
| Sint-Markuskerk                                     | Ukkel                                   | 50° 48′ 17″ NB, 4° 21′ 21″ OL | Rooms-katholiek              | parochiekerk                                   | -                                                                                         |
| Sint-Pauluskerk                                     | Ukkel                                   | 50° 47′ 54″ NB, 4° 19′ 23″ OL | Rooms-katholiek              | parochiekerk                                   | -                                                                                         |
| Sint-Pieterskerk                                    | Ukkel                                   | 50° 48′ 13″ NB, 4° 20′ 23″ OL | Rooms-katholiek              | parochiekerk                                   | -                                                                                         |
| Heilige Maria Moeder Godskerk                       | Vorst                                   | 50° 49′ 13″ NB, 4° 19′ 45″ OL | Rooms-katholiek              | parochiekerk                                   | -                                                                                         |
| Paters Barnabietenkerk Heiligdom van het Kind-Jezus | Vorst                                   | 50° 49′ 7″ NB, 4° 21′ 2″ OL   |                              |                                                |                                                                                           |
| Pius X-kerk                                         | Vorst                                   | 50° 48′ 30″ NB, 4° 19′ 58″ OL | Rooms-katholiek              | parochiekerk                                   | -                                                                                         |
| Sint-Antonius van Paduakerk                         | Vorst                                   | 50° 49′ 40″ NB, 4° 19′ 54″ OL | Rooms-katholiek              | parochiekerk                                   | -                                                                                         |
| Sint-Augustinuskerk                                 | Vorst, Hoogte Honderd                   | 50° 48′ 60″ NB, 4° 20′ 12″ OL | Rooms-katholiek              | parochiekerk                                   | -                                                                                         |
| Sint-Denijskerk                                     | Vorst                                   | 50° 48′ 40″ NB, 4° 19′ 4″ OL  | Rooms-katholiek              | parochiekerk                                   | -                                                                                         |
| Heilig Kruiskerk                                    | Watermaal-Bosvoorde                     | 50° 48′ 1″ NB, 4° 23′ 58″ OL  | Rooms-katholiek              | parochiekerk                                   | -                                                                                         |
| Onze-Lieve-Vrouw-Koningin-der-Hemelenkerk           | Watermaal-Bosvoorde                     | 50° 47′ 24″ NB, 4° 25′ 19″ OL | Rooms-katholiek              | parochiekerk                                   | -                                                                                         |
| Onze-Lieve-Vrouw-van-Altijddurende-Bijstandkerk     | Watermaal-Bosvoorde                     | 50° 48′ 31″ NB, 4° 25′ 4″ OL  | Rooms-katholiek              | parochiekerk                                   | -                                                                                         |
| Sint-Annaklooster met kloosterkerk                  | Watermaal-Bosvoorde                     | 50° 48′ 28″ NB, 4° 24′ 28″ OL | Rooms-katholiek              | kloosterkerk                                   |                                                                                           |
| Sint-Clemenskerk                                    | Watermaal-Bosvoorde                     | 50° 48′ 36″ NB, 4° 24′ 21″ OL | Rooms-katholiek              | parochiekerk                                   | -                                                                                         |
| Sint-Hubertuskerk                                   | Watermaal-Bosvoorde                     | 50° 47′ 47″ NB, 4° 24′ 50″ OL | Rooms-katholiek              | parochiekerk                                   | -                                                                                         |